# كأس الأمير 2015–16
كأس أمير الكويت لموسم 2015-2016 هي النسخة 53 من بطولة كأس الأمير أقيمت في 29 ديسمبر 2015 وانتهت بتتويج نادي الكويت في 5 أبريل 2016.
استطاع نادي الكويت الفوز على نادي العربي بالمباراة النهائية بنتيجة 3-1 سجلها أهداف نادي الكويت ياسين الصالحي في الدقيقة 3 والدقيقة 21 من خلال ركلة جزاء. واللاعب طلال جازع في الدقيقة 9. بينما سجل هدف نادي العربي الوحيد اللاعب حسين الموسوي في الدقيقة 53.

## قائمة الأندية المشاركة
شاركة جميع الأندية الكويتية في الدورة ولم يتغيب أي نادي.
| - نادي الصليبيخات - نادي الساحل - نادي الشباب - نادي الفحيحيل - نادي خيطان | - نادي اليرموك - نادي التضامن - نادي النصر - نادي القادسية - نادي الكويت | - نادي السالمية - نادي كاظمة - النادي العربي - نادي الجهراء - نادي برقان |

## الدور التمهيدي
| نادي برقان | 1 - 0 | نادي التضامن |
| ---------- | ----- | ------------ |
| طارق لقمان | تقرير |              |

## الدور الأول
| الساحل             | 1 - 0 | نادي برقان |
| ------------------ | ----- | ---------- |
| ناصر راكان الهاجري | تقرير |            |

| الشباب | 3 - 3 (7 - 8 ض.ت) | نادي الفحيحيل |
| ------ | ----------------- | ------------- |
|        | تقرير             |               |

## الدور الثاني
| نادي النصر                                             | 3 - 0 | الساحل |
| ------------------------------------------------------ | ----- | ------ |
| خالد شامان 7' · زين الهذال العنزي 78' · خالد شامان 89' | تقرير |        |

| نادي الفحيحيل | 0 - 1 | نادي اليرموك     |
| ------------- | ----- | ---------------- |
|               | تقرير | سمير العروسي 34' |

## الدور الثالث
| نادي خيطان        | 1 - 0 | نادي النصر |
| ----------------- | ----- | ---------- |
| أوتايو سيلفا 100' | تقرير |            |

| نادي الصليبيخات | 0 - 1 | نادي اليرموك  |
| --------------- | ----- | ------------- |
|                 | تقرير | أحمد هاني 72' |

## الربع النهائي
| نادي الكويت                                                                          | 4 - 0 | نادي خيطان |
| ------------------------------------------------------------------------------------ | ----- | ---------- |
| ياسين الصالحي 18' · ياسين الصالحي 21' (ض.ج) · سامي الصانع 32' · عبد الله البريكي 80' | تقرير |            |

| نادي العربي                               | 2 - 0 | نادي اليرموك |
| ----------------------------------------- | ----- | ------------ |
| فراس الخطيب 65' (ض.ج) · يوسف العنيزان 86' | تقرير |              |

| نادي السالمية                        | 2 - 0 | نادي الجهراء |
| ------------------------------------ | ----- | ------------ |
| حمد العنزي 18' · فيصل عيد العنزي 89' | تقرير |              |

| نادي القادسية  | 1 - 0 | نادي كاظمة |
| -------------- | ----- | ---------- |
| بدر المطوع 12' | تقرير |            |

## نصف النهائي
| نادي العربي                                                                             | 4 - 0 | نادي السالمية |
| --------------------------------------------------------------------------------------- | ----- | ------------- |
| فهد الرشيدي 70' · غازي القهيدي 73' هدف في مرماه · غوران ستويتكفتش 86' · فراس الخطيب 92' | تقرير |               |

| نادي الكويت       | 1 - 0 | نادي القادسية |
| ----------------- | ----- | ------------- |
| ياسين الصالحي 14' | تقرير |               |

## النهائي
| نادي الكويت                                              | 3 - 1 | نادي العربي      |
| -------------------------------------------------------- | ----- | ---------------- |
| ياسين الصالحي 3' · طلال جازع 9' · ياسين الصالحي 21' (ض.ج | تقرير | حسين الموسوي 53' |